# Elisabetta di Lussemburgo (1901-1950)
Elisabetta di Lussemburgo (nome completo in tedesco Elisabeth Marie Wilhelmine; Lussemburgo, 7 marzo 1901 – Lenggries, 2 agosto 1950) è stata una principessa lussemburghese.
Per matrimonio appartenne al casato di Thurn und Taxis ed era sorella minore delle granduchesse Maria Adelaide e Carlotta.

## Biografia
Elisabetta era la quintogenita di Guglielmo IV, Granduca di Lussemburgo e di sua moglie Maria Anna, Infanta del Portogallo.

## Matrimonio
Elisabetta sposò il principe Luigi Filippo di Thurn und Taxis, quarto figlio di Alberto I, Principe di Thurn und Taxis e di sua moglie l'arciduchessa Margherita Clementina d'Austria, il 14 novembre 1922 a Hohenburg, Baviera.
Elisabetta e Luigi Filippo ebbero due figli:
- Principe Anselmo di Thurn und Taxis (14 aprile 1924 - 25 febbraio 1944)[1][2]
- Principessa Iniga di Thurn und Taxis (25 agosto 1925-17 settembre 2008)[1][2]

## Titoli e trattamento
- 7 marzo 1901 - 14 novembre 1922: Sua Altezza Granducale, la principessa Elisabetta di Lussemburgo, principessa di Nassau
- 14 novembre 1922 - 2 agosto 1950: Sua Altezza Granducale, la principessa Elisabetta di Thurn und Taxis, principessa di Lussemburgo, principessa di Nassau

## Ascendenza
|                                             |                            |                                                                  | Genitori                                           |  |  | Nonni |  |  | Bisnonni                  |  |  | Trisnonni                                       |  |
|                                             |                            |                                                                  |                                                    |  |  |       |  |  | Guglielmo, Duca di Nassau |  |  | Federico Guglielmo, Principe di Nassau-Weilburg |  |
|                                             |                            |                                                                  |                                                    |  |  |       |  |  | Guglielmo, Duca di Nassau |  |  | Federico Guglielmo, Principe di Nassau-Weilburg |  |
|                                             |                            | Burgravia Luisa Isabella di Kirchberg                            |                                                    |  |  |       |  |  | Guglielmo, Duca di Nassau |  |  |                                                 |  |
| Adolfo, Granduca di Lussemburgo             |                            |                                                                  |                                                    |  |  |       |  |  | Guglielmo, Duca di Nassau |  |  |                                                 |  |
|                                             |                            | Principessa Luisa di Sassonia-Hildburghausen                     | Federico, Duca di Sassonia-Altenburg               |  |  |       |  |  |                           |  |  |                                                 |  |
|                                             |                            | Principessa Luisa di Sassonia-Hildburghausen                     | Federico, Duca di Sassonia-Altenburg               |  |  |       |  |  |                           |  |  |                                                 |  |
|                                             |                            | Principessa Luisa di Sassonia-Hildburghausen                     | Duchessa Carlotta Georgina di Meclemburgo-Strelitz |  |  |       |  |  |                           |  |  |                                                 |  |
| Guglielmo IV, Granduca di Lussemburgo       |                            | Principessa Luisa di Sassonia-Hildburghausen                     |                                                    |  |  |       |  |  |                           |  |  |                                                 |  |
|                                             |                            | Principe Federico Augusto di Anhalt-Dessau                       | Federico, Principe Ereditario di Anhalt-Dessau     |  |  |       |  |  |                           |  |  |                                                 |  |
|                                             |                            | Principe Federico Augusto di Anhalt-Dessau                       | Federico, Principe Ereditario di Anhalt-Dessau     |  |  |       |  |  |                           |  |  |                                                 |  |
|                                             |                            | Principe Federico Augusto di Anhalt-Dessau                       | Langravia Amalia d'Assia-Homburg                   |  |  |       |  |  |                           |  |  |                                                 |  |
| Principessa Adelaide Maria di Anhalt-Dessau |                            | Principe Federico Augusto di Anhalt-Dessau                       |                                                    |  |  |       |  |  |                           |  |  |                                                 |  |
|                                             |                            | Langravia Maria Luisa Carlotta d'Assia-Kassel                    | Langravio Guglielmo d'Assia-Kassel                 |  |  |       |  |  |                           |  |  |                                                 |  |
|                                             |                            | Langravia Maria Luisa Carlotta d'Assia-Kassel                    | Langravio Guglielmo d'Assia-Kassel                 |  |  |       |  |  |                           |  |  |                                                 |  |
|                                             |                            | Langravia Maria Luisa Carlotta d'Assia-Kassel                    | Principessa Luisa Carlotta di Danimarca            |  |  |       |  |  |                           |  |  |                                                 |  |
| Principessa Elisabetta di Lussemburgo       |                            | Langravia Maria Luisa Carlotta d'Assia-Kassel                    |                                                    |  |  |       |  |  |                           |  |  |                                                 |  |
|                                             | Giovanni VI del Portogallo | Pietro III del Portogallo                                        |                                                    |  |  |       |  |  |                           |  |  |                                                 |  |
|                                             | Giovanni VI del Portogallo | Pietro III del Portogallo                                        |                                                    |  |  |       |  |  |                           |  |  |                                                 |  |
|                                             | Giovanni VI del Portogallo | Maria I del Portogallo                                           |                                                    |  |  |       |  |  |                           |  |  |                                                 |  |
| Michele I del Portogallo                    | Giovanni VI del Portogallo |                                                                  |                                                    |  |  |       |  |  |                           |  |  |                                                 |  |
|                                             |                            | Carlotta Gioacchina di Spagna                                    | Carlo IV di Spagna                                 |  |  |       |  |  |                           |  |  |                                                 |  |
|                                             |                            | Carlotta Gioacchina di Spagna                                    | Carlo IV di Spagna                                 |  |  |       |  |  |                           |  |  |                                                 |  |
|                                             |                            | Carlotta Gioacchina di Spagna                                    | Maria Luisa di Parma                               |  |  |       |  |  |                           |  |  |                                                 |  |
| Infanta Maria Anna di Portogallo            |                            | Carlotta Gioacchina di Spagna                                    |                                                    |  |  |       |  |  |                           |  |  |                                                 |  |
|                                             |                            | Costantino, Principe Ereditario di Löwenstein-Wertheim-Rosenberg | Carlo Tommaso di Löwenstein-Wertheim-Rosenberg     |  |  |       |  |  |                           |  |  |                                                 |  |
|                                             |                            | Costantino, Principe Ereditario di Löwenstein-Wertheim-Rosenberg | Carlo Tommaso di Löwenstein-Wertheim-Rosenberg     |  |  |       |  |  |                           |  |  |                                                 |  |
|                                             |                            | Costantino, Principe Ereditario di Löwenstein-Wertheim-Rosenberg | Sofia di Windisch-Grätz                            |  |  |       |  |  |                           |  |  |                                                 |  |
| Adelaide di Löwenstein-Wertheim-Rosenberg   |                            | Costantino, Principe Ereditario di Löwenstein-Wertheim-Rosenberg |                                                    |  |  |       |  |  |                           |  |  |                                                 |  |
|                                             |                            | Agnese di Hohenlohe-Langenburg                                   | Carlo Ludovico I di Hohenlohe-Langenburg           |  |  |       |  |  |                           |  |  |                                                 |  |
|                                             |                            | Agnese di Hohenlohe-Langenburg                                   | Carlo Ludovico I di Hohenlohe-Langenburg           |  |  |       |  |  |                           |  |  |                                                 |  |
|                                             |                            | Agnese di Hohenlohe-Langenburg                                   | Amalia Enrichetta di Solms-Baruth                  |  |  |       |  |  |                           |  |  |                                                 |  |
|                                             |                            | Agnese di Hohenlohe-Langenburg                                   |                                                    |  |  |       |  |  |                           |  |  |                                                 |  |